# Raval de Baix (Vall-llobrega)
El Raval de Baix o Raval de Mar és un nucli del municipi de Vall-llobrega (Baix Empordà) protegit com a bé cultural d'interès local.

## Descripció
L'anomenat "Raval de Baix", situat a la dreta de la riera de Vall-llobrega, és format per cases disperses, a banda i banda de la carretera local que comunica amb la de Palamós, tot i que la part més compacta es troba a la banda de llevant d'aquesta via.
La tipologia de les cases és rural; es tracta de construccions de pedra, amb planta i un o dos pisos i coberta de teula a dues vessants. Els edificis més remarcables d'aquest nucli l'església parroquial de Sant Mateu, les antigues escoles i l'ajuntament.

## Història
El Raval de Baix és també conegut amb el nom de "Raval de Mar" i és el més important dels dos que configuren el municipi de Vall-llobrega. Aquest nucli de poblament va créixer a partir del segle xvii, en traslladar-hi l'antiga església parroquial que era situada al nucli de Dalt des de l'època romànica.